# Приключения Вильгельма Телля (фильм, 1898)
«Приключения Вильгельма Телля» (фр. Les Aventures de Guillaume Tell, 1898) — французский немой короткометражный художественный фильм Жоржа Мельеса.

## Сюжет
В большом зале клоун придаёт рыцарским доспехам форму человека. Далее кладет кочан капусты на каску и собирается пронзить его стрелой. Но, как только клоун поворачивается к доспехам спиной, человек, сделанный из доспехов, оживает и бросает в клоуна капустой. Клоун опускает руку доспехов и снова прицеливается. Но человек из доспехов бросается на клоуна, подкидывает его вверх, а потом волочит по полу. Клоун хочет бежать, но задевает тетиву лука и стрела попадает в ружьё, стреляющее с дымовым эффектом.

## Художественные особенности
«Трюк с заменой позволил вернуться к традиционным мотивам феерий — склеиванию человека, разрезанного на куски, клоунским приёмам замены манекеном побеждённого в драке. Этот приём будет снова подхвачен и развит в американских комедиях великой эпохи».
— Жорж Садуль. Всеобщая история кино
Название фильма было заимствовано из номеров клоунов Футита и Шоколя.